# Cocoonocythere
Cocoonocythere is een geslacht van kreeftachtigen uit de klasse van de Ostracoda (mosselkreeftjes).

## Soort
- Cocoonocythere sinensis Zhao (Yi-Chun) (Quan-Hong), 1984